# إلين مايلز
إلين مايلز (بالإنجليزية: Elaine Miles) هي ممثلة أمريكية، ولدت في 7 أبريل 1960 في الولايات المتحدة.

## وصلات خارجية
- إلين مايلز على موقع IMDb (الإنجليزية)
- إلين مايلز على موقع أول موفي (الإنجليزية)
- إلين مايلز على موقع إن إن دي بي (الإنجليزية)
- إلين مايلز على موقع قاعدة بيانات الفيلم (الإنجليزية)
- إلين مايلز على موقع كينوبويسك (الروسية)